# Jimmy Gaudreau
Jimmy Gaudreau, né le 7 mars 1946, est un virtuose de la mandoline, et un auteur-compositeur américain qui écrit et interprète du bluegrass. Depuis 1969, il a joué avec les meilleurs musiciens de cette scène, et contribué à l'œuvre de à des groupes mythiques comme The Country Gentlemen, Tony Rice Unit, JD Crowe and the New South, Country Gentlemen Reunion Band. Il a aussi travaillé avec des groupes dont il était l'un des créateurs : Country Store, Spectrum, Chesapeake et Auldridge, Bennett & Gaudreau.
La bonhommie et la simplicité, ainsi que le plaisir qu'il démontre éprouver quand il joue de son instrument favori, caractérisent Jimmy Gaudreau. Plus de quarante ans de carrière lui ont permis de se tailler une réputation de franc-tireur de la mandoline Bluegrass, et de développer son propre style. Sa manière de jouer est d'abord caractérisée par la clarté et la précision. Certains experts l'associent néanmoins spontanément à celle que pratique Doyle Lawson.
Il travaille aujourd'hui surtout avec The Fine Group de Robin & Linda Williams, et en duo avec Moondi Klein. Il participe, au moins une fois par an, à un spectacle avec Orrin Star.

## Biographie professionnelle

### Les débuts et les influences
Le premier instrument que Jimmy Gaudreau pratiqua fut la guitare électrique. Il se produisit d'abord dans les bars des plages du Sud de Rhode Island avec un groupe nommé Jimmy G & The Jaguars. Son principal héros était alors Lonnie Mack.
Jimmy Gaudreau avoue qu'il est « un produit du boom du folk » et que le Kingston Trio, Peter, Paul & Mary et Chad Mitchell éveillèrent son intérêt pour la musique acoustique. Il devint mordu de bluegrass en écoutant Earl Scruggs, alors membre du duo Flatt & Scruggs, et décida d'apprendre à jouer du banjo. Pendant un bœuf, il s'essaya à la mandoline et ne l'a guère lâchée depuis sans toutefois renoncer à la guitare électrique.
Jimmy Gaudreau rencontra à cette époque Earl et Fred Pike, et joua dans le groupe The Twin River Boys que ce dernier avait fondé. Earl Pike était à l'époque l'un des distributeurs de Rebel Records dans le Nord-Est des États-Unis, et il recommanda Jimmy Gaudreau pour remplacer John Duffey lorsque les tentatives des Country Gentlemen, en 1969, de recruter Herschel Sizemore, échouèrent.

### The Country Gentlemen et II Generation
En décrochant la place de mandoliniste et de chanteur Ténor chez les Country Gentlemen qui comprenaient désormais Charlie Waller, Ed Farris, Eddie Adcock et Jimmy Gaudreau, ce dernier passa du circuit Bluegrass de Nouvelle-Angleterre à une renommée nationale et internationale, car le groupe était alors considéré comme l'un des meilleurs de ceux qui étaient présents sur la scène Bluegrass. Jimmy Gaudreau rappelle parfois les conseils amicaux qu'il reçut, à cette époque de John Duffey. Il se souvient aussi que son accent de Nouvelle-Angleterre qui était alors beaucoup plus prononcé qu'aujourd'hui rendait sceptiques les autres membres du groupe.
Eddie Adcock avait quitté The Country Gentlemen en 1970 pour tenter sa chance dans le Country rock en Californie. L'expérience n'ayant atteint qu'un succès très relatif, il créa, en 1971, un nouveau groupe, nommé II Generation, qui était destiné à devenir l'un des groupes phares du Newgrass, et dont les membres originaux étaient : Bob « Quail » White (ex-New Deal String Band), A.L. Wood, Wendy Thatcher et Jimmy Gaudreau.

## Discographie

### Albums
| Année | Groupe ou artiste                              | Titre                   | Rôle                                     | Label               |
| ----- | ---------------------------------------------- | ----------------------- | ---------------------------------------- | ------------------- |
| 1965  | Fred Pike, Bill Rawlings & The Twin River Boys | (sans titre)            | Chant Ténor, mandoline                   | Rebel Records (USA) |
| 1969  | The Country Gentlemen                          | New Look, New Sound     | Chant Ténor, mandoline                   | Rebel Records (USA) |
| 1970  | The Country Gentlemen                          | One Wide River to Cross | Chant Ténor, mandoline                   | Rebel Records (USA) |
| 1971  | The Country Gentlemen                          | Sound Off               | Chant Ténor, mandoline                   | Rebel Records (USA) |
| 1994  | Chesapeake                                     | Rising Tide             | Chanteur, mandoline                      | Sugar Hill Records  |
| 1995  | Jimmy Gaudreau                                 | Live in Holland         | Chanteur, mandoline                      | ZYX Music           |
| 1996  | Chesapeake                                     | Full Sail               | Mandoline, choriste                      | Sugar Hill Records  |
| 1997  | Chesapeake                                     | Pier Pressure           | Mandoline, choriste, arrangeur           | Sugar Hill Records  |
| 2000  | Auldridge, Bennett and Gaudreau                | This Old Town           | Chanteur, mandoline, mandola, producteur |                     |
| 2001  | Auldridge, Bennett and Gaudreau                | Blue Lonesome Wind      | Chanteur, mandoline, mandola, producteur |                     |

### Compilations
| Année | Groupe ou artiste | Titre | Rôle | Label |
| ----- | ----------------- | ----- | ---- | ----- |

## Témoignages de reconnaissance et trophées
- Le 6 février 2005, Jimmy Gaudreau a été accueilli au Temple de la renommée de la SPBGMA (en) "Society for the Preservation of Bluegrass Music of America" (Société pour la préservation de la musique bluegrass d'Amérique)[7].